# Comitato Olimpico Palestinese
Il Comitato Olimpico Palestinese (in arabo اللجنة الأولمبية الفلسطينية‎?, al-Lajna l-ʾŪlimbiyya l-Filasṭīniyya) è la federazione sportiva nazionale palestinese, fondata nel 1995 a Ramallah.
Rappresenta questa nazione presso il Comitato Olimpico Internazionale (CIO) dal 1995 e ha lo scopo di curare l'organizzazione e il potenziamento dello sport in Palestina e, in particolare, la preparazione degli atleti palestinesi, per consentire loro la partecipazione ai Giochi olimpici. L'associazione è, inoltre, membro del Consiglio Olimpico d'Asia.
L'attuale presidente del comitato è Jibril Mahmoud Muhammad Rajoub, mentre la carica di segretario generale è occupata da Fathi Saleh Juda.